# Holger Perfort
Holger Perfort (født 9. juni 1925 i Aarhus, død 29. april 2023) var en dansk skuespiller.

## Karriere

### Teater
Perfort var oprindelig i lære på en tegnestue på en maskinfabrik, men begyndte så at læse skuespil ved Erik Henning-Jensen, inden han blev uddannet på elevskolen ved Aarhus Teater. Han debuterede på teateret i 1948 og blev ansat samme sted. Fra 1950 stod han sammen med Karl Stegger bag Holbergspillene i Den Gamle By.
I 1954 flyttede han med sin hustru Lillian Tillegreen, der også var skuespiller, til København, hvor han var freelance og spillede på flere scener. I perioden 1958-1962 kom han til Odense Teater, hvor han også nogle år derefter havde periodiske roller. Fra midt i 1970'erne var Perfort primært tilknyttet Folketeatret, hvor han spillede et bredt repertoire af roller. Fra 1990'erne spillede han primært på Privat Teatret. Han spillede fortsat teater i en høj alder; således medvirkede han i Spillemand på en tagryg på Det Ny Teater i 2019 i en alder af 94.
Perfort var også i en periode teaterinstruktør, blandt andet på Aarhus og Odense Teater.
Han sad i bestyrelsen for Dansk Skuespillerforbund fra 1964 og var formand 1969-1976.

### Film og tv
Efter en mindre rolle i Min datter Nelly i 1955 (hvor hans hustru havde titelrollen) fik han fra midten af 1960'erne flere filmroller, primært mindre roller, i visse tilfælde også i engelske film. Han havde fx roller i flere  Olsen-Banden-film samt i Oscar-vinderen Babettes gæstebud.
På tv medvirkede han også i flere serier. Særlig kendt var han i Matador som overtjener Olsen på Postgaarden.

## Privatliv
Han blev gift med Lillian Tillegreen i 1952, og parret fik sønnen Morten. De var gift til hendes død i 2002.
Perfort var bosat i en lejlighed på Frederiksberg.

## Udvalgt filmografi
- Min datter Nelly – 1955
- Der var engang en krig – 1966
- De røde heste – 1968
- Det var en lørdag aften – 1968
- Og så er der bal bagefter – 1970
- Den forsvundne fuldmægtig – 1971
- Olsen-banden går amok – 1973
- Olsen-bandens sidste bedrifter – 1974
- Olsen-banden deruda' – 1977
- Hærværk – 1977
- Skytten – 1977
- Lille spejl – 1978
- Olsen-banden går i krig – 1978
- Rend mig i traditionerne – 1979
- Olsen-banden over alle bjerge – 1981
- Babettes gæstebud – 1987
- Europa – 1991
- Krummerne 2 - Stakkels Krumme – 1992
- Sort høst – 1993
- Riget I – 1994
- Riget II – 1997
- Olsen-bandens sidste stik – 1998
- Bænken – 2000
- Fruen på Hamre – 2000
- Kat – 2001
- Jolly Roger – 2001
- Op - 2009 (stemme)